# Paris-Brest (téléfilm)
Pour les articles homonymes, voir Paris-Brest.
Paris-Brest est un téléfilm français réalisé par Philippe Lioret pour Arte, adaptation du roman éponyme de Tanguy Viel. Le film a été diffusé sur Arte pour la première fois le 27 mars 2020.

## Synopsis
Colin jeune étudiant en littérature ne supporte plus ses parents. Il est dégoûté de ces derniers par leur cupidité et leur obsession de la réussite sociale. Il décide donc de quitter Brest, sa ville natale pour aller s'installer à Paris, étudier à la Sorbonne. Il souhaite qu'Élise, sa copine, l'accompagne. Pour concrétiser son projet, il va voir sa grand-mère Manou à laquelle il est très attaché. Celle-ci, veuve, est à la tête d'une petite fortune personnelle. Mais elle refuse de financer le projet de son petit-fils car cela la priverait de ce dernier.
Cinq ans plus tard, Colin retourne pour la première fois à Brest, pour découvrir son neveu, le bébé que vient d'avoir sa sœur. Les retrouvailles avec les parents sont houleuses. La grand-mère adorée vit désormais dans un Ehpad depuis que sa santé a décliné à la suite du choc qu'elle a eu lorsque ses tableaux de valeurs ont été volés. Colin annonce son projet d'écrire un roman basé sur sa famille, qui fera de lui un auteur à succès. Les parents de Colin ne partagent pas l'enthousiasme de leur fils, et craignent que ce futur livre ne leur fasse tort en raison du portrait acerbe qui sera fait d'eux. Pendant ce temps-là, Colin cherche à retrouver Élise, son amour de jeunesse qui ne l'a finalement pas accompagné à Paris. Il la retrouve, mais elle est désormais mariée et mère de famille...

## Fiche technique
- Titre original : Paris-Brest
- Réalisation : Philippe Lioret
- Scénario : Philippe Lioret, Zoé Galeron
- Musique : Flemming Nordkrog
- Costumes : Caroline Spietht
- Production : Nicole Collet
- Image : Gilles Henry
- Montage : Andréa Sedlackova
- Société de production : Image et Compagnie, Fin Août Productions et Arte France
- Pays d'origine :  France
- Langue originale : français
- Durée : 79 minutes
- Format : couleurs

## Distribution
- Anthony Bajon : Colin
- Catherine Arditi : Manou
- Valérie Karsenti : Irène
- Gilles Cohen : Eric
- Kévin Azaïs : Kévin
- Daphné Patakia : Élise
- Charlotte Déniel : Claire
- Alexia Chardard : Judith
- Callum Houston : Mattew
- Fabienne Bailly : Marianne

## Autour du téléfilm
- Les deux périodes sont entremêlées dans le téléfilm selon une narration non-linéaire et à coups de multiples flash-back, avec une tension et une émotion crescendo.
- Le téléfilm a en quasi-totalité été tourné à Brest et dans sa région.
- Après Je vais bien, ne t'en fais pas, Toutes nos envies et Le Fils de Jean, Philippe Lioret adapte de nouveau un roman, celui de Tanguy Viel qui a donné son accord pour une « trahison fidèle » de son roman.